# Lee Israel
Leonore Carol Israel, detta Lee (New York, 3 dicembre 1939 – 24 dicembre 2014), è stata una scrittrice e falsaria statunitense.

## Biografia
Era di famiglia ebrea e aveva un fratello, Edward. Studiò a New York, prima alla Midwood High School, per poi laurearsi al Brooklyn College nel 1961. Negli anni '60 iniziò a lavorare come scrittrice free lance. Dopo essersi recata in California per incontrare Katharine Hepburn poco prima della morte di Spencer Tracy, scrisse un profilo-intervista dell'attrice pubblicato nel novembre 1967 sulla rivista Esquire. Proseguì la sua carriera di giornalista, per poi pubblicare le biografie dell'attrice Tallulah Bankhead, della giornalista e presentatrice Dorothy Kilgallen e dell'imprenditrice Estée Lauder. Il libro su Kilgallen fu inserito nell'elenco dei best seller del New York Times.
Nel suo libro del 2008 Can You Ever Forgive Me? Israel ha affermato che nel 1983 aveva ricevuto un anticipo da Macmillan per dare il via a un progetto su Lauder. Ha scritto inoltre che Lauder aveva ripetutamente tentato di corromperla nel far cadere il progetto. Nel libro, Israel screditò alcune affermazioni pubbliche di Lauder. Nel 1985, Lauder scrisse un'autobiografia che il suo editore fece uscire in coincidenza con il libro di Israel: quest'ultimo fu stroncato dalla critica e fu un fallimento commerciale.
Nel 1991, quando viveva in un appartamento infestato dalle mosche con una vecchia gatta di nome Jersey bisognosa di cure veterinarie, Lee Israel rubò alcune lettere di Fanny Brice da una biblioteca. Dopo essere riuscita a venderle, decise di fabbricare lettere false. Arrivò a scriverne circa 400, firmate coi nomi di vari personaggi famosi, tra cui Louise Brooks, Dorothy Parker, Ernest Hemingway e Noël Coward, delle quali due furono pubblicate nel libro The Letters of Noël Coward, pubblicato dall'editore Alfred A. Knopf, eliminate poi in una successiva ristampa. Rubò anche diverse lettere da altre biblioteche, sostituendole con dei falsi e rivendendole. Fu scoperta proprio in seguito a questa ultima attività, a causa dei sospetti di uno dei compratori: arrestata, si è dichiarata colpevole nel 1993, ed è stata condannata a sei mesi di arresti domiciliari e cinque anni di libertà vigilata. Nel 2008 ha pubblicato con la casa editrice Simon & Schuster il libro Can you Ever Forgive Me?, da cui è tratto l'omonimo film diretto da Marielle Heller.

## Opere
- Miss Tallulah Bankhead, 1972
- Kilgallen, 1980
- Estee Lauder: Beyond the Magic (An Unauthorized Biography), 1985
- Can You Ever Forgive Me? Memoirs of a Literary Forger, 2008